# Amphicyclotulus guadeloupensis
Amphicyclotulus guadeloupensis је пуж из реда Architaenioglossa. 

## Угроженост
Ова врста је изумрла, што значи да нису познати живи примерци.

## Распрострањење
Ареал врсте је био ограничен на једну државу. 
Гваделуп је био једино познато природно станиште врсте.